# オトメ*ドメイン RADIO*MAIDEN
オトメ＊ドメイン RADIO＊MAIDEN（オトメ ドメイン ラジオ メイデン）は、ぱれっとクオリアより発売されたアダルトゲーム『オトメ*ドメイン』のプロモーションを目的として音泉で配信されたインターネットラジオ番組。
パーソナリティは、歩サラと杏花が担当した。

## 概要
音泉で配信されていた『ほめられてのびるらじおZ』の第446回・第447回にゲストとして登場した歩サラと杏花によって、『オトメ*ドメイン』のプロモーションを目的とした『ほめられてのびるらじお』の姉妹番組が開始すると告知。2015年12月24日よりオトメ＊ドメイン RADIO＊MAIDENという名前で放送が開始した。2017年2月2日配信の第29回では姉妹番組『ほめられてのびるらじお』のMCである荻原秀樹をゲストに迎え放送を行った。
2017年3月15日、第3回アニラジアワードの一般枠・BEST FEMALE RADIO 最優秀女性ラジオ賞を受賞。アダルトゲームを原作としたラジオとしては初の受賞となった。
2020年12月24日に最終回の128回目が放送された。

## エピソード
- 2016年6月、オトメ*ドメインの発売を記念した公開録音が決定し[4]、7月17日に第18回としてプラザ平成で公開録音が行われた。
- 2016年11月、ラジオCD Vol.2の発売を記念してアキバ☆ソフマップ1号店のマップ劇場でパーソナリティの2人に加え、姫川あいりと上田朱音を交えたイベントが開催された。
- 2018年7月15日、『インターネットラジオステーション＜音泉＞27時間ニコ生放送』内にて当番組が枠番組として生配信された[5]。
- 2019年3月23日、『白鈴女子学園入学式』が科学技術館サイエンスホールにて行われた。2回公演のうち1部に姫川あいり、上田朱音、2部に鶴屋春人、七ヶ瀬輪がゲストとして参加。

## コーナー
オトメノ＊ベンチマーク
歩サラと杏花の「基本性能」を『ほめられてのびるらじおZ』のパーソナリティを務める荻原秀樹、風音と平行して測定し、劣った結果を出した番組が罰ゲームを行うコーナー。
「めんどくさかったから誰かに押しつけ－むぐっ」
学園の理事長を務める西園寺風莉役の杏花がリスナーの悩みに答えるコーナー。ただし風莉のようなポンコツな答えしか返ってこない。前述の通り杏花が悩みに答えるコーナーであるが、第2回以降は歩サラも返答している。
「ちょっと、お嬢様、もしかして僕が男だって忘れてませんか？」
リスナーの女子力の高いエピソードを読み上げ、その女子力を『入学』、『次点』、『門前払い』で判定する。

## ゲスト
| 放送回 | 配信日         | ゲスト                                            | 備考 |
| ------ | -------------- | ------------------------------------------------- | --- |
| 0第5回 | 2016年2月18日  | yozuca*（主題歌）                                 | |
| 第11回 | 2016年5月12日  | 上田朱音（貴船柚子役） 小倉結衣                   | |
| 第13回 | 2016年6月9日   | 姫川あいり（大垣ひなた役）                        | |
| 第19回 | 2016年9月1日   | yozuca*                                           | |
| 第21回 | 2016年9月29日  | 鶴屋春人（皆見美結役）                            | |
| 第22回 | 2016年10月13日 | 桜川未央                                          | 歩サラとの交換留学生（パーソナリティ）として出演。 歩サラは『いろはと未央の枯れない世界と終わるラジオ』の第4回へ出演。                                                 |
| 第23回 | 2016年10月27日 | 七ヶ瀬輪（那波七海役）                            | |
| 第27回 | 2016年12月22日 | yozuca* 夏峰いろは                                | |
| 第28回 | 2017年1月19日  | 藤咲ウサ                                          | |
| 第29回 | 2017年2月2日   | 荻原秀樹                                          | |
| 第30回 | 2017年2月16日  | くすはらゆい                                      | |
| 第33回 | 2017年3月30日  | 鷲崎健                                            | オトメ*ドメインの出演者やアダルトゲームのプロモーション、 姉妹番組のMC以外では、初のゲスト。 歩サラ、杏花は2017年4月6日放送の『鷲崎健のヨルナイト×ヨルナイト』へ出演。 |
| 第35回 | 2017年4月27日  | yozuca*                                           | |
| 第39回 | 2017年6月22日  | 上田朱音（貴船柚子役） 姫川あいり（大垣ひなた役） | 「オトメ*ドメイン」ゲーム発売1周年記念回。 |
| 第47回 | 2017年10月12日 | yozurino*                                         | |
| 第63回 | 2018年6月9日   | 桃井穂美 柚原みう                                 | |
| 第65回 | 2018年7月5日   | 姫川あいり（大垣ひなた役）                        | |
| 第66回 | 2018年7月19日  | 上田朱音（貴船柚子役）                            | |
| 第67回 | 2018年8月2日   | 七ヶ瀬輪（那波七海役）                            | |
| 第68回 | 2018年8月16日  | 鶴屋春人（皆見美結役）                            | |
| 第69回 | 2018年8月30日  | 奏雨 桜川未央                                     | |
| 第71回 | 2018年9月27日  | ペリカン 小波すず                                 | オープニングのみ出演 |
| 第74回 | 2018年11月8日  | rino yozuca*                                      | |
| 第82回 | 2019年2月28日  | 上田朱音（貴船柚子役） 姫川あいり（大垣ひなた役） | |
| 第83回 | 2019年3月14日  | 鶴屋春人（皆見美結役） 七ヶ瀬輪（那波七海役）     | |

## 関連商品
| タイトル                                          | 発売日        | 過去収録分      | 新規収録                       |
| ------------------------------------------------- | ------------- | --------------- | ------------------------------ |
| ラジオCD「オトメ＊ドメイン RADIO＊MAIDEN」 Vol.1  | 2016年5月25日 | 第1回 - 第8回   | 新規録りおろしラジオ           |
| ラジオCD「オトメ＊ドメイン RADIO＊MAIDEN」 Vol.2  | 2016年9月28日 | 第9回 - 第16回  | 新規録りおろしラジオ           |
| ラジオCD「オトメ＊ドメイン RADIO＊MAIDEN」 Vol.3  | 2017年1月25日 | 第17回 - 第24回 | 新規録りおろしラジオ           |
| ラジオCD「オトメ＊ドメイン RADIO＊MAIDEN」 Vol.4  | 2017年5月31日 | 第25回 - 第32回 | 新規録りおろしラジオ           |
| ラジオCD「オトメ＊ドメイン RADIO＊MAIDEN」 Vol.5  | 2017年9月27日 | 第33回 - 第40回 | 新規録りおろしラジオ           |
| ラジオCD「オトメ＊ドメイン RADIO＊MAIDEN」 Vol.6  | 2018年1月31日 | 第41回 - 第48回 | 新規録りおろしラジオ           |
| ラジオCD「オトメ＊ドメイン RADIO＊MAIDEN」 Vol.7  | 2018年5月30日 | 第49回 - 第56回 | 新規録りおろしラジオ           |
| ラジオCD「オトメ＊ドメイン RADIO＊MAIDEN」 Vol.8  | 2018年9月26日 | 第57回 - 第64回 | 新規録りおろしラジオ           |
| ラジオCD「オトメ＊ドメイン RADIO＊MAIDEN」 Vol.9  | 2019年1月30日 | 第65回 - 第72回 | 新規録りおろしラジオ           |
| ラジオCD「オトメ＊ドメイン RADIO＊MAIDEN」 Vol.10 | 2019年5月29日 | 第73回 - 第80回 | 新規録りおろしラジオ           |
| ラジオCD「オトメ＊ドメイン RADIO＊MAIDEN」 Vol.11 | 2019年9月25日 | 第81回 - 第88回 | 新規録りおろしラジオ           |
| ラジオCD「オトメ＊ドメイン RADIO＊MAIDEN」 Vol.12 | 2020年1月29日 | 第89回 - 第96回 | 新規録りおろしゲストありラジオ |